# Haras national de Cluny
Le haras de Cluny était l'un des haras nationaux français. Il se situe sur la commune de Cluny, dans le département de Saône-et-Loire, en région Bourgogne-Franche-Comté. Les bâtiments sont érigés entre 1814 et 1880, sur les fondations de l’ancienne abbaye de Cluny et avec les matériaux issus de sa démolition, peu après la Révolution française. Il y est conservé une importante collections de véhicules hippomobiles.

## Histoire
Le haras a été ouvert en 1807 sous l'impulsion de Napoléon Ier pour servir de dépôt d'étalons.
Les chevaux – une cinquantaine lors de l'ouverture du haras – ont été logés dans un premier temps dans les écuries de Saint-Hugues puis, à partir de 1820, dans les nouveaux bâtiments construits sur le site de l'abbaye de Cluny (plus particulièrement l'abbatiale Cluny III), à l'ombre du clocher de l'Eau-Bénite. Si le haras est prévu à l'origine pour cinquante chevaux, ses bâtiments seront agrandis en 1880 : construction d'une écurie de 56 places.
Sa période la plus faste se situe autour des années 1900, où l'on y répertorie pas moins de 150 chevaux. Aujourd'hui, 25 étalons sont stationnés à l'année au haras, et effectuent des rotations entre les différentes annexes.
En 1928 puis en 1932, Marcroix, sorti des haras de Cluny et monté par Charles Pahud de Mortanges, enleva la médaille d'or aux Jeux olympiques (Amsterdam puis Los Angeles, épreuve du concours complet).
Dans les années soixante, l'activité de reproduction et d'élevage est réorientée ves le loisir et la compétition.
Au milieu des années soixante-dix, quelque 120 à 125 chevaux peuplent le haras national de Cluny, qui fait alors partie des cinq plus importants haras de France (sur un total de 23), avec Saint-Lô, Le Pin (et son école), Angers et Compiègne. Sa circonscription inclut alors les quatre départements bourguignons et l'Allier.
À titre d'exemple, fin 1973, la population chevaline du haras était assez diverse : 
- 18 chevaux de selle français ;
- 14 pur-sang anglais ;
- 8 trotteurs français ;
- des représentants des races lourdes, percheron, nivernais noir, ardennais, auxois, et quelques cobs normands et comtois.

En 1999, les Haras nationaux, qui étaient jusque-là gérés directement par le ministère de l'Agriculture, sont regroupés au sein d'un établissement public dénommé « Les Haras nationaux ». Quatre ans plus tard, en 2003, un contrat d'objectif modifie la mission des haras pour en faire les prestataires de service auprès des éleveurs, organisations socio-professsionnelles et collectivités territoriales. En parallèle, les haras souhaitent promouvoir et valoriser l'équitation à la française et ses savoir-faire traditionnels auprès du grand public ; dans cette dynamique, en 2005, la direction du haras de Cluny ferme le site jusqu'alors en accès libre et instaure l'organisation de visites guidées.
Au printemps 2018, dans le but de solidifier la tradition équestre de la ville de Cluny, le foncier du haras – l'un des vingt-quatre haras nationaux à cette date – a été transféré à la ville de Cluny par l'Institut français du cheval et de l'équitation.

## Missions
Le haras a plusieurs missions dont les principales sont la formation des professionnels et du grand public et l'organisation de concours en liaison avec Equivallée, structure permettant de fédérer les initiatives de la filière cheval en Bourgogne et plus particulièrement en Saône-et-Loire.
Le haras étant dépôt d'étalons, les chevaux naissent donc ailleurs, et n'arrivent – de toute la France –, que vers l'âge de trois ans.

## Évènements

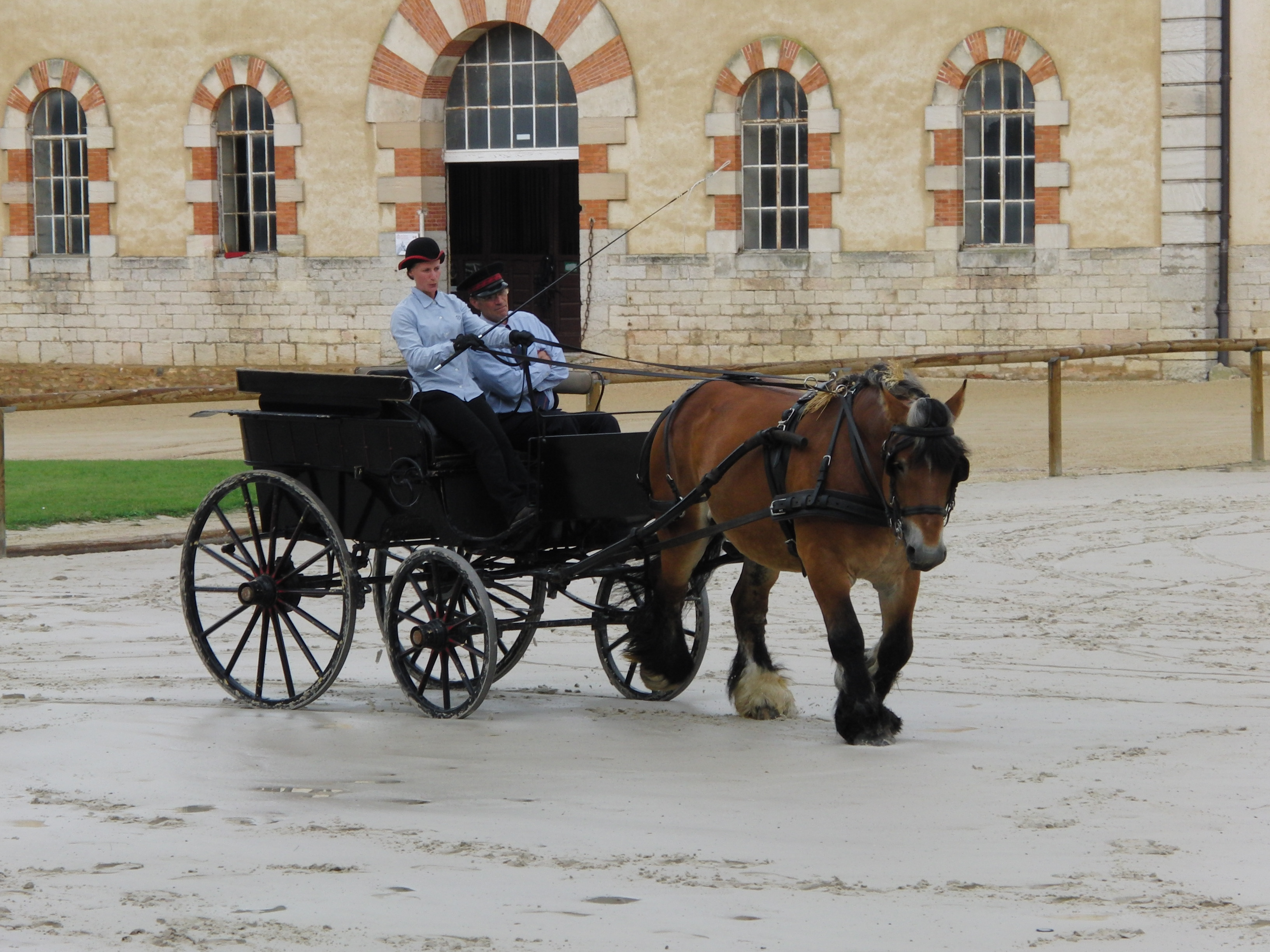
Présentation d'un étalon auxois attelé lors des « Jeudis de Cluny ».

Tout au long de l'année, des événements ont lieu sur le site d'Equivallée - Haras national de Cluny. 3 spectacles équestres sont organisés chaque année durant l'été, en octobre et à Noël, et des animations thématiques pour Pâques, les Journées du patrimoine et Halloween permettent de visiter le Haras national.